# Urocystis occulta
Urocystis occulta (Wallr.) A.A. Fisch. Waldh. – gatunek podstawczaków należący do rodziny Urocystidaceae. Grzyb mikroskopijny, pasożyt, powodujący u żyta chorobę o nazwie głownia źdźbłowa żyta.

## Systematyka
Pozycja w klasyfikacji według Index Fungorum: Urocystis, Urocystidaceae, Urocystidales, Incertae sedis, Ustilaginomycetes, Ustilaginomycotina, Basidiomycota, Fungi.
Po raz pierwszy zdiagnozował go w 1833 r. CF.W. Wallroth nadając mu nazwę Erysibe occulta. Obecną, uznaną przez Index Fungorum nazwę nadał mu A.A. Fisch. Waldh. w 1880 r.
Synonimy:

- Erysibe occulta Wallr. 1833
- Erysibe occulta a secales Wallr. 1833
- Peripherostoma parallelum (Sowerby) Gray 1821
- Polycystis occulta (Wallr.) Schltdl. 1852
- Polycystis parallela (Sowerby) Fr. 1849
- Sphaeria parallela Sowerby 1803
- Tuburcinia occulta (Wallr.) Liro 1922
- Tuburcinia occulta (Wallr.) Liro 1922 var. occulta
- Tuburcinia secalis Uljan. 1939
- Uredo occulta (Wallr.) Rabenh. 1844
- Uredo parallela (Sowerby) Berk. 1836
- Urocystis parallela (Sowerby) A.A. Fisch. Waldh. 1870
- Ustilago occulta (Wallr.) Rabenh. ex Zundel 1951

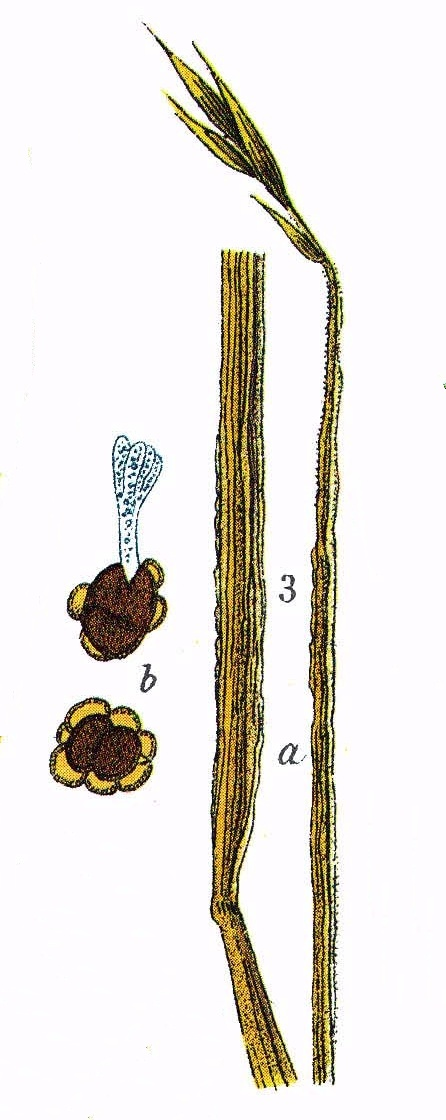
Urocystis occulta
a – źdźbło żyta, b- otoczona sterylnymi komórkami ustilospora i kiełkująca z niej przedgrzybnia ze sporydiami

## Morfologia i rozwój
Na blaszkach i pochwach liściowych porażonych roślin pojawiają się ołowianoszare smugi. W ich obrębie pod skórka powstają kupki zarodni wypełnione ustilosporami. Pęczniejąc rozrywają skórkę rośliny. Odsłania się czarna masa kulistych lub elipsoidalnych kupek zarodników o wymiarach (12–) 16–30 (–40) × (10,5–) 13,5–20,0 μm. Każda kupka zarodników złożona jest z 1–3 (–5) zarodników i otoczona warstwą luźno ułożonych sterylnych komórek nie tworzących osłony całkowitej. Ustilospory prawie kuliste lub jajowate, wydłużone do nieregularnych, często ze spłaszczonymi bokami, o wymiarach (11,0–) 13,0–20,0 (–22,5) × (8,0–) 10,0–13,5 (–16,0) μm, czerwonobrązowe, gładkie, o drobnoziarnistej zawartości. Komórki sterylne są w przybliżeniu kuliste, jajowate do nieregularnych, o długości 6–13 μm, jasnożółte, gładkie.
Podczas żniw i młocki ustilospory te infekują ziarno zbóż. Czasami ziarno zainfekowane zostaje jeszcze na roślinie przez grzybnię patogenu, która może wniknąć przez całą roślinę aż do kłosów. Patogen przebywa w postaci zarodników na powierzchni ziarna. Po jego wysiewie do gleby wyrastają podstawki, na każdej z nich 2-8 sporydiów. Między tworzącymi się z nich strzępkami grzybni dochodzi do plazmogamii. Powstająca bazydiospora kiełkuje, a jej strzępki wrastają do nadziemnych części rośliny.